# Альфред Мойсю
Альфред Спіро Мойсю (алб. Alfred Spiro Moisiu locally [alˈfɾɛd spi'ɾɔ ˈmɔisiu] ( прослухати); нар. 1 грудня 1929, Шкодер) — президент Албанії з 24 липня 2002 до 24 липня 2007 роки.

## Біографія
У 1943–1945 роках брав участь у партизанській війні проти німецьких та італійських окупантів. У 1946 році був відправлений на навчання до СРСР. У 1948 році закінчив Ленінградське військово-інженерне училище. Служив у Тирані командиром взводу в Об'єднаній офіцерській школі в 1948–1949 роках, потім викладачем Військової академії 1949–1951 роки. З 1952 до 1958 року навчався у Московській військово-інженерній академії, яку завершив із золотою медаллю.
В Албанії продовжив кар'єру в інженерному управлінні міністерства оборони. З 1967 до 1968 року відвідував вищі курси для командного складу при Тиранській академії оборони, й у той самий час керував понтонною бригадою у Кавайо (Kavajë) (1966–1971). У 1971 році він очолив Інженерно-фортифікаційне бюро: це була вкрай впливова посада, оскільки саме у цей період диктатор Енвер Ходжа поставив на меті покрити всю Албанію бункерами й іншими оборонними спорудами.
У 1979 році здобув ступінь доктора військових наук. З 1981 року займав посаду заступника міністра оборони аж до жовтня 1982 року. Запідозрений у близькості до репресованого міністра оборони Мехмета Шеху, його було направлено до міста Буррель, де він очолював інженерне підприємство з 1982 до 1984 року. Був звільнений з військової служби.
Повернувся до політики у грудні 1991 року, коли став міністром оборони у «технічному» уряді Вільсона Ахметі — останньому перед першими вільними виборами парламенту. Займав цю посаду до квітня 1992 року — до того, як новий уряд сформував Александер Мексі (Демократична партія Албанії). Останній запросив Мойсю на посаду радника міністра оборони. З 1994 року — заступник міністра, відповідальний за розробку оборонної політики Албанії. Стратегія Мойсю полягала у реформуванні збройних сил, які на той момент перебували не у найкращому стані, для підготовки до вступу країни у НАТО. У 1994 році заснував Албансько-північноатлантичну асоціацію (прихильників вступу до НАТО) й був обраний її президентом. 24 січня 1995 року підписав протокол про асоційоване членство Албанії в проекті НАТО «Партнерство заради миру». З 1995 року відвідував курси для генералів при коледжі НАТО в Римі.
Після повернення до влади Албанської соціалістичної партії у 1997 році Мойсю втратив посаду в міністерстві. У наступні роки брав активну участь у політичній діяльності, організовував конференції (в тому числі міжнародні) з питань безпеки й оборони у Південно-Східній Європі, контролю над озброєнням та вилучення зброї у цивільних осіб.
У 2002 році, після закінчення президентського терміну Реджепа Мейдані ціла низка політичних сил висунула Альфреда Мойсю на посаду президента. Володіючи репутацією інтелектуала й технократа, він розглядався як політично нейтральна фігура, здатна забезпечити згоду в країні, яка зовсім нещодавно стояла на межі громадянської війни. Цікаво, що як президент він влаштував лідерів обох партій, що протистояли одна одній, Салі Берішу й Фатоса Нано. За албанською конституцією, повноваження президента сильно обмежені, він відіграє роль скоріше політичного арбітра, а влада в основному належить уряду.
Мойсю був обраний 24 липня 2002 року Народними зборами на посаду президента: 97 голосували за, 19 — проти, 14 утримались. Президентські повноваження Мойсю завершились у 2007 році.
Нині Мойсю продовжує активно займатись громадською діяльністю, зокрема входить до складу Європейської ради з толерантності та взаємоповаги, що займається проблемами міжетнічних та міжрелігійних відносин на європейському континенті.
Володіє російською, італійською та англійською мовами. Написав немало статей і досліджень з військових питань.
Мойсю — перший президент Албанії, що не належав до мусульманської більшості: він — православний християнин (Албанська православна церква).